# Carmine Infantino
Pour les articles homonymes, voir Infantino.
Compléments
Flash
Elongated Man
Captain Cold
Black Canary
Carmine Infantino, né le 24 mai 1925 à Brooklyn et mort le 4 avril 2013 à Manhattan,, est un dessinateur, scénariste et éditeur américain de comics. C'est un dessinateur de l'Âge d'argent des comics, il a créé des personnages pour DC Comics comme Captain Cold, Black Canary, Wally West, Barry Allen, Animal Man...

## Biographie
Son père Pasquale « Patrick » Infantino, musicien de formation (Saxophone, clarinette et violon), joue dans le groupe de Harry Warren. Après la Grande Dépression, il devient plombier. Sa mère Angela Rosa DellaBadia est une immigrée venue de la ville de Calitri en Italie.
À l'âge de 14 ans, il étudie au High School of Art and Design de Manhattan. Il rencontre Harry « A » Chesler qui l'engage comme assistant dans son studio. Encouragé par les artistes qui travaillent pour Chesler, il suit, en plus de ses études, des cours du soir à l'Art Students League. Puis il fait de l'encrage avec Frank Giacoia pour Marvel.
En 1956, il participe à la relance du super-héros Flash dans  le quatrième numéro du comic book Showcase, daté de septembre 1956, inspirant ainsi d'autres personnages à faire de même (Green Lantern, Hawkman, etc.). Il dessine les premières aventures de ce nouveau personnage sur un scénario de Robert Kanigher.
En 1968, il est éditeur en chef de DC Comics. Il crée cette même année le personnage de Deadman en collaboration avec Neal Adams. En 1976, il est remplacé par Jenette Kahn, pour le poste d'éditeur.
Le musicien Jim Infantino du groupe « Jim's Big Ego » est son neveu.

## Créations
- Animal Man
- Captain Cold
- Deadman (cocréateur Arnold Drake)
- Flash (DC comics)
  - Barry Allen
- Black Canary, Trigger Twins, Danger Trail, King Faraday, Blue Lantern (cocréateur Robert Kanigher)
- Blackout (cocréateur Marv Wolfman & Tom Palmer)
- Cluemaster (cocréateur Gardner Fox)
- Colonel Computron
- Christopher King
- Walt & Wayne Trigger Les Jumeaux Trigger
- The Human Target (cocréateur Len Wein)

Cocréateur avec John Broome : 
- Captain Comet, Elongated Man, Phantom Stranger, Wally West, Professeur Zoom, Gorilla Grodd,  Sue Dibny, Kid Flash, Captain Boomerang, Weather Wizard, Tommy Moon, Roscoe Dillon (The Top)...

## Prix et récompenses
- 1958 : Prix du comic book de la National Cartoonists Society
- 1962 : Prix Alley du meilleur numéro (avec Gardner Fox) et de la meilleure couverture pour The Flash n°123 ; de la meilleure histoire pour « Flash of Two Worlds » dans The Flash n°123 (avec Gardner Fox) ; et du meilleur dessinateur
- 1963 : Prix Alley de la meilleure histoire longue pour « The Planet that Came to a Standstill! » dans Mystery in Space (en) n°75 (avec Gardner Fox) ; et du meilleur dessinateur
- 1964 : Prix Alley du meilleur dessinateur
- 1965 : Prix Alley de la meilleure histoire courte pour « Doorway to the Unknown » dans The Flash n°146 (avec John Broome) ; de la meilleure couverture de comic book pour Detective Comics n°329 (avec Murphy Anderson) ; et du meilleur dessinateur
- 1970 : Prix Alley spécial
- 1998 : Temple de la renommée Jack Kirby
- 2000 :
  - Temple de la renommée Will Eisner
  - Prix Inkpot

## Postérité
Lors de l'épisode 22 de la saison 3 de Flash, le nom de la rue où Iris est "tuée" par Savitar est Infantino Street.